# Ким Ле Чун
Ким Ле Чун (псевдоним — Ким Рехо; 13 апреля 1928, Хамгён-Намдо, Корея — 22 января 2017, Москва, Российская Федерация) — советский и российский профессор, писатель, переводчик, литературовед и востоковед корейского происхождения. Член Союза писателей России.

## Биография
Заинтересовался книгами под влиянием старшего брата, который погиб на Корейской войне. В его честь Ким Ле Чун взял псевдоним Рехо. 
В 1944—1945 годах несколько месяцев провёл в тюрьме за чтение запрещённой литературы. С 1946 года жил в России, куда был вместе с другими корейскими студентами направлен для получения образования. В 1952 году окончил Ростовский-на-Дону государственный университет имени В.М. Молотова, в 1959 году - аспирантуру МГУ. В 1959 году по политическим мотивам окончательно решил остаться в СССР. В дальнейшем работал также в Японии и Южной Корее. 
Труды переведены на несколько европейских и азиатских языков. Был крупным специалистом по японской литературе, много занимался сравнительным литературоведением.

## Личная жизнь
Был женат, отец трёх сыновей.

## Награды и звания
Награждён медалями «Ветеран труда» и «За долголетний добросовестный труд».

## Избранные труды
- «Современный японский роман» (1977)
- «Лао-Цзы и Толстой» (1993)
- "Русская классика и японская литература".- М.: Худож. лит., 1987.- 352 с.